# Аквариум (театр, Санкт-Петербург)
Аквариум — увеселительный сад-театр, организованный в Санкт-Петербурге в 1886 году. Просуществовал до 1923 года.

## История
Г. А. Александров, один из владельцев получившего уже известность сада «Аркадия», в 1886 году арендовал участок на Каменноостровском проспекте (на месте современных домов 10—12), разбил на нём сад и начал строить большой аквариум (отсюда название), намереваясь первоначально устроить здесь чтение лекций о жизни рыб и водных растений, с их демонстрацией. Приобрести морских и пресноводных животных и рыб, растения предполагалось при содействии Петербургского Общества естествоиспытателей.
Уже в первые годы на садовой эстраде в виде раковины каждый вечер играл симфонический оркестр (более 50 музыкантов) под управлением Р. Энгеля, два раза в неделю выступал хор А. А. Архангельского[уточнить].
В 1888 году на территории сада был построен большой стеклянный зал, где кроме мест для любителей музыки по бокам и сзади стояли ресторанные столики. Появились первые зарубежные гастролёры, среди них А. Жюдик, Мотре, Одео. Сенсацией, привлёкшей в зимнее время в сад посетителей, стал «Ледяной дом», воздвигнутый в 1888 году. В нём были кабинет, гостиная, столовая с полной ледяной «обстановкой».
Здесь, в антракте оперетты Виктора Роже «Альфред-паша в Париже», 4 мая 1896 года состоялся первый в России киносеанс.
В 1900-е годы музыкальные вечера уступили место опере и оперетте с участием Л. Кавальери, Ж. Фабиани и др. На открытой сцене давались небольшие драматические спектакли.
На свободной территории сада разместились всевозможные аттракционы. В 1905—1906 годы на границе участка были построены доходные дома (арх. Д. А. Крыжановский), рядом с садом «Аквариум» в глубине участка — «Петербургский центральный рынок» (арх. П. М. Мульханов, торговые помещения которого сдавались в аренду. В 1908 году здесь был построен новый зимний театр-варьете на 300 столиков (самый большой в Санкт-Петербурге), где выступали Варя Панина, Анастасия Вяльцева, Давыдовы — Александр Михайлович и Владимир Николаевич, Константин Варламов, цыганские хоры Николая Ивановича Шишкина и Алексея Никитича Масальского. В 1907 году состоялась «осенняя выставка красавиц» с вручением призов, один из первых в России конкурсов красоты. В 1912 году был открыт первый в России искусственный каток «Дворец льда», изготовленный на эльзасских заводах по образцу лондонского «Ледового дворца». Здесь постоянно устраивались балы-маскарады, шествия «живых картин», фейерверки, гуляния.
В Первую мировую войну на территории сада был размещён лазарет (1915).
В 1916 году сад сдан в аренду певцу Александру Давыдову (совместно с антрепренёром Н. П. Гляссом) для открытия, на месте катка, итальянской оперы. События 1917 года остановили культурно-развлекательную жизнь «Аквариума». Однако, в 1920 году здесь, в Розовом зале, состоялись вечера М. Ю. Юрьева с участием Е. И. Тиме. В период НЭПа театром снова стали владеть наследники Александрова.
В 1923 году на месте «Аквариума» началось строительство кинофабрики «Севзапкино» (с 1934 года — «Ленфильм»); помещения театра, рынка, ресторана, искусственного катка перестроили под съёмочные павильоны.